# Polskie pociągi pancerne w wojnie polsko-bolszewickiej

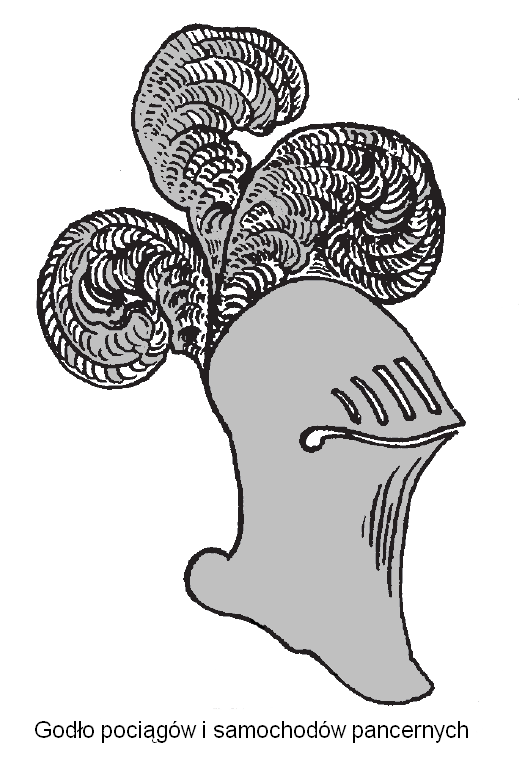

Polskie pociągi pancerne w wojnie polsko-bolszewickiej – organizacja i działania polskich pociągów pancernych w okresie wojny polsko-bolszewickiej.
Polskie pociągi pancerne, obok czołgów i samochodów pancernych, wchodziły w skład broni pancernych. Solidnie opancerzony i dobrze uzbrojony pociąg, zwłaszcza jeśli działał w łączności z inną „pancerką”, był w ówczesnych warunkach ważnym środkiem walki. Niejednokrotnie jego obecność na froncie przesądzała o rezultatach boju. Pociągi były wykorzystywane także do rozpoznania, łączności, przewożenia rannych, a nawet do transportu amunicji i posiłków bezpośrednio na pole walki. Uczestniczyły w wypadach za linię frontu, podczas odwrotu osłaniały odejście własnych oddziałów. W latach wojny powstało około 90 pociągów pancernych, zazwyczaj improwizowanych i o dość krótkiej służbie w linii. Pociągi pancerne należały też do wojsk kolejowych, a znajdowały się zarówno w kompetencjach Ministerstwa Spraw Wojskowych, jak i Naczelnego Dowództwa Wojska Polskiego. W latach 1918–1920 poległo lub odniosło rany 2056 żołnierzy polskiej broni pancernej. Z tego ponad 95% strat przypada na pociągi pancerne.

## Historia pociągów pancernych

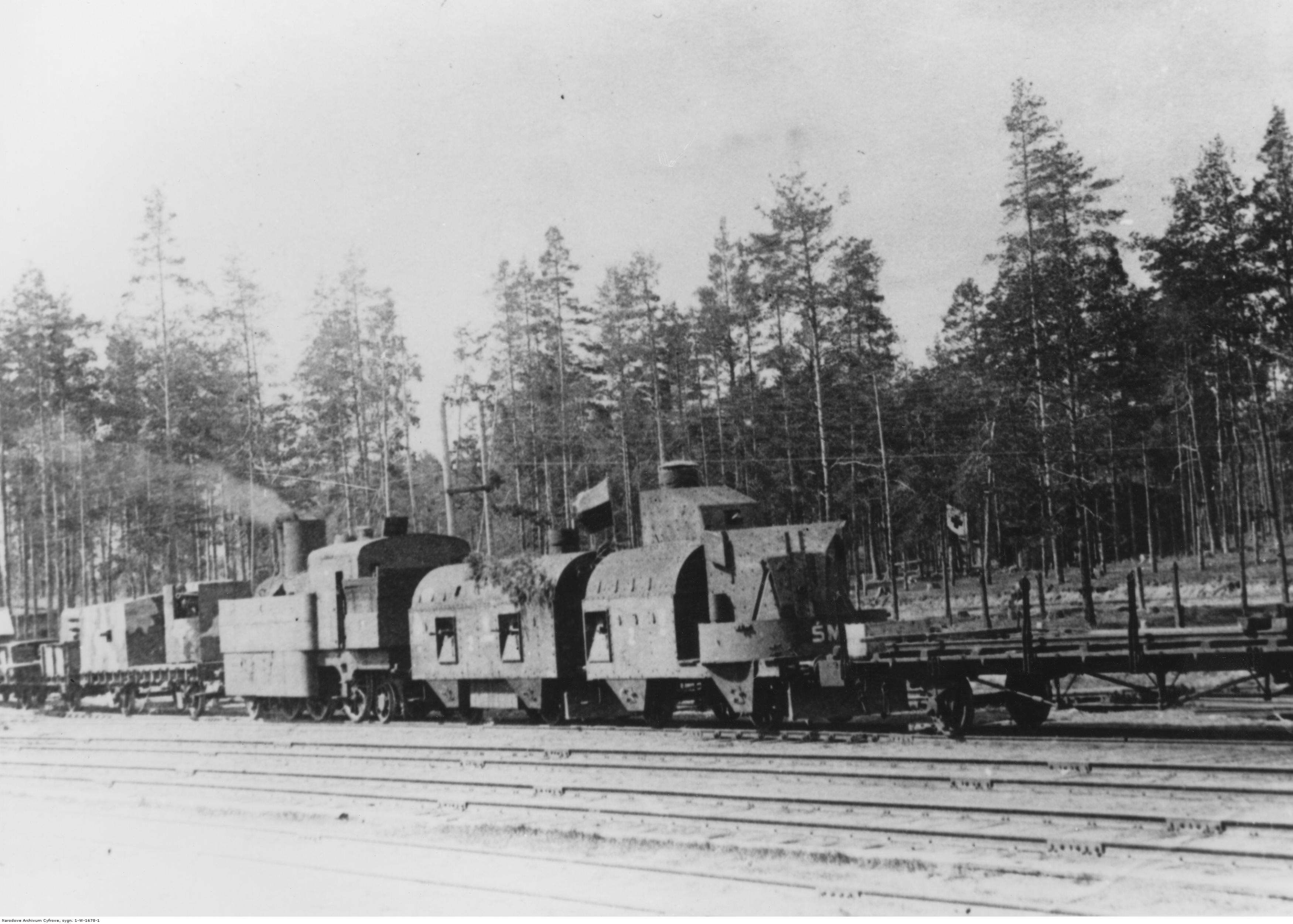
Pociąg pancerny „Śmiały”. Na pierwszym planie wagon artyleryjski

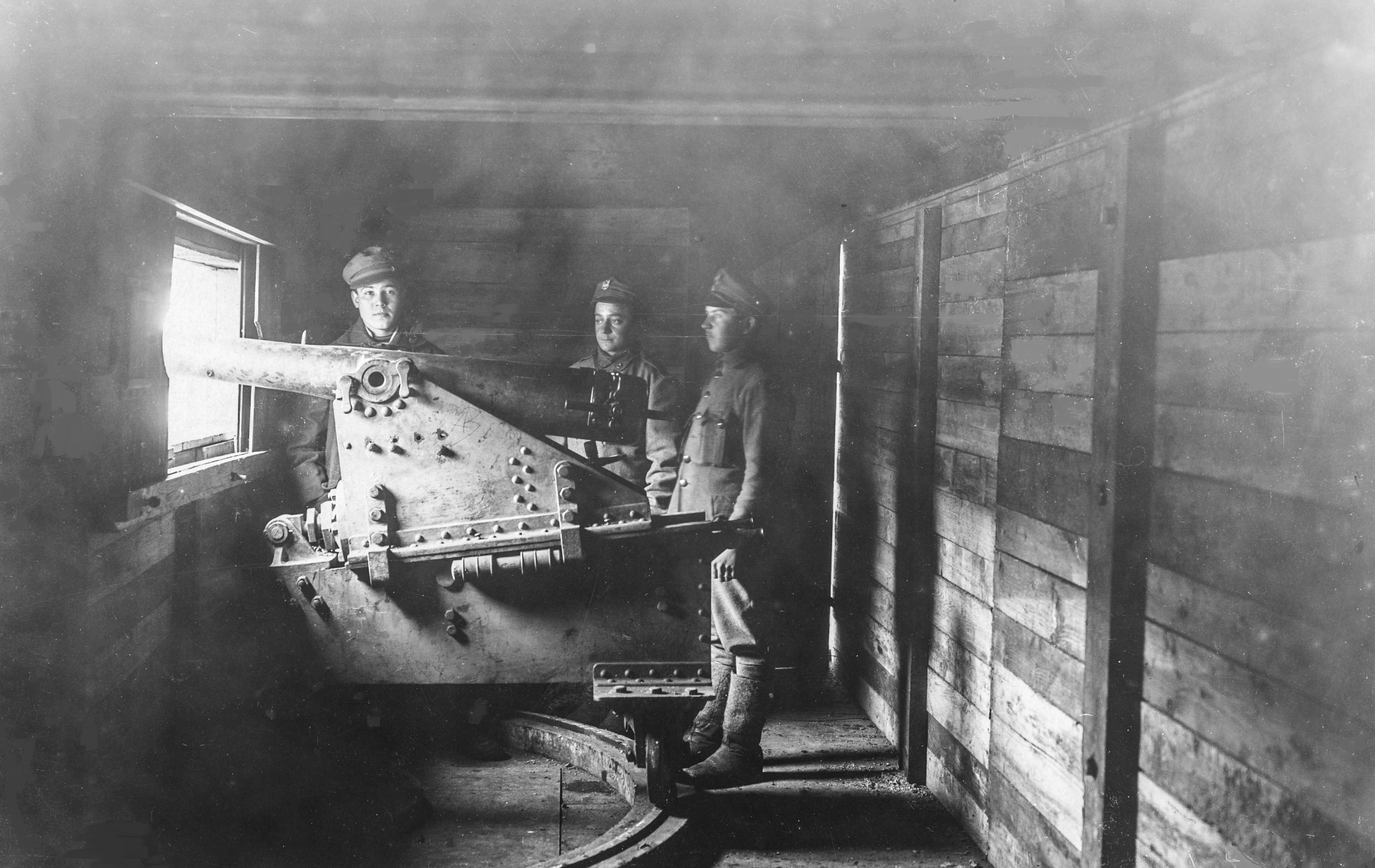
Wnętrze wagonu pociągu pancernego „Śmiały”. Żołnierze przy armacie na stanowisku bojowym

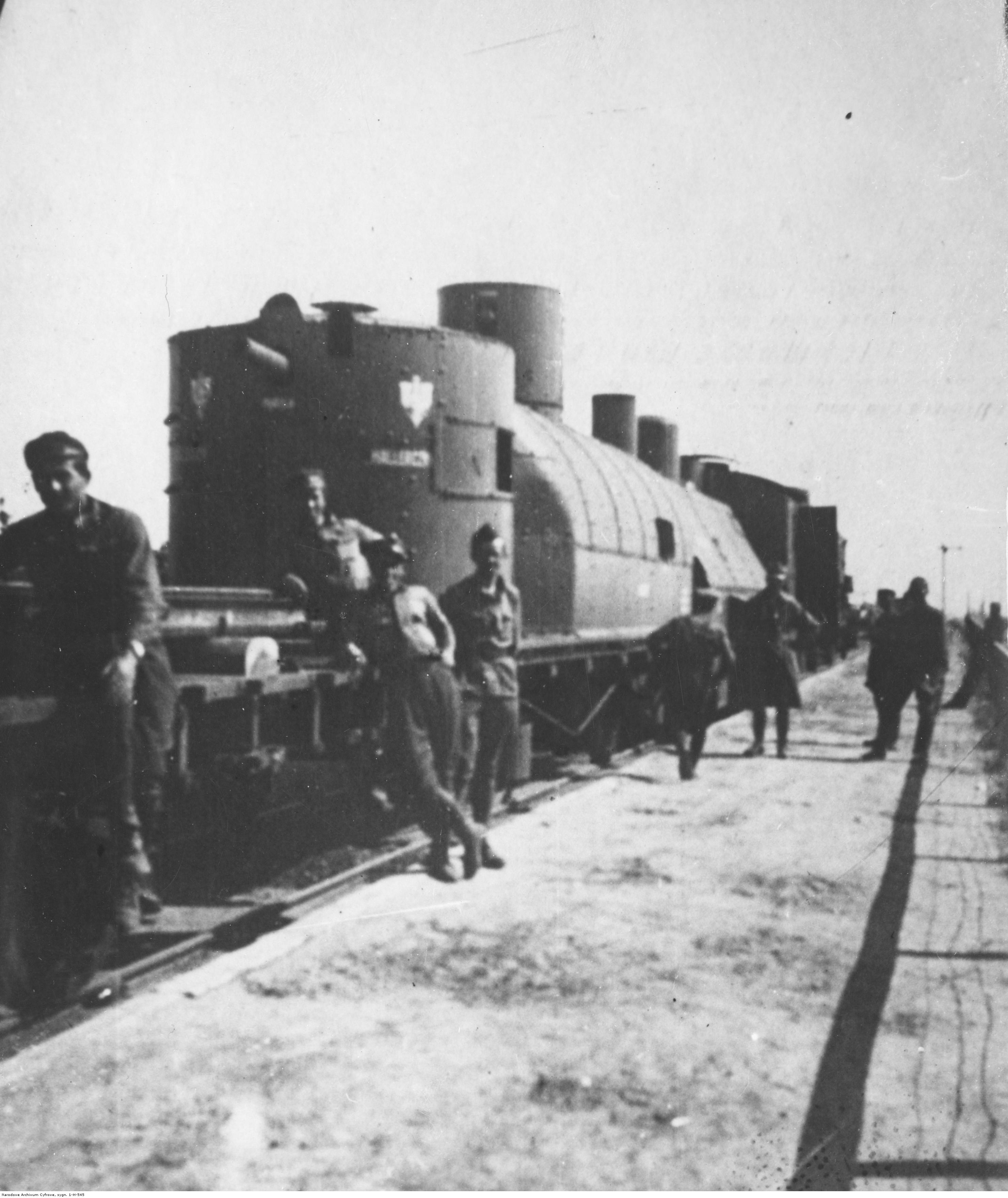
Pociąg pancerny „Hallerczyk” w czasie wojny polsko-bolszewickiej

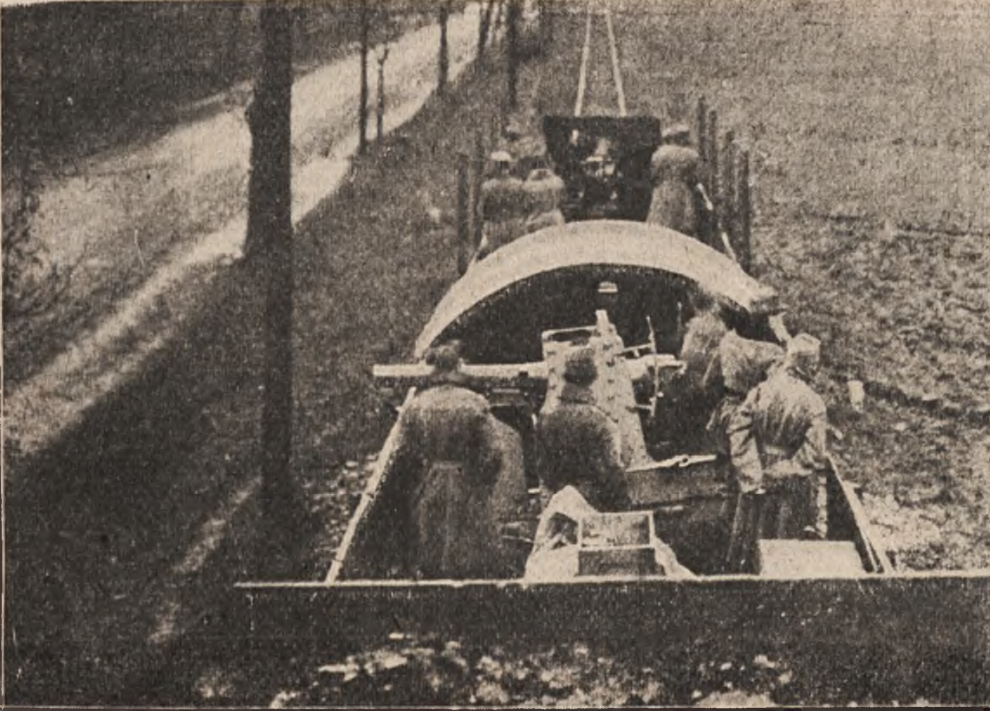
Pociąg pancerny z okresu 1918/1919

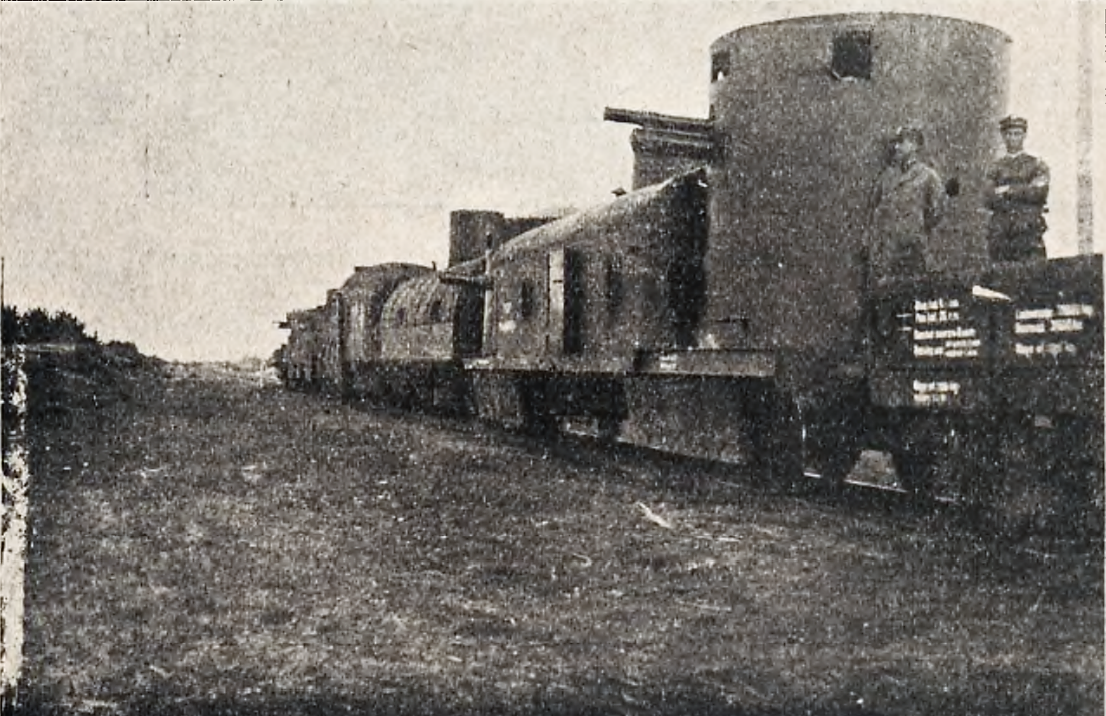
Pociąg pancerny z ruchomymi wieżyczkami

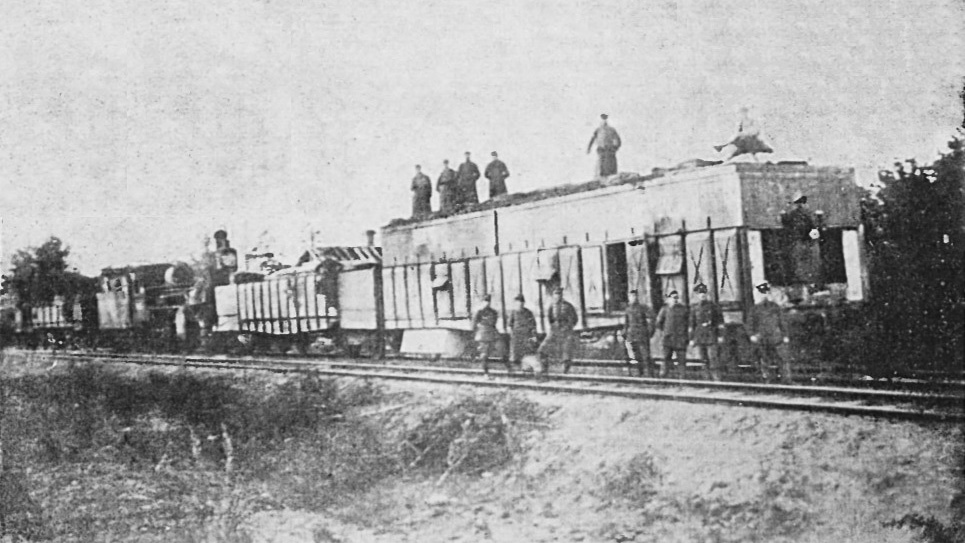
Sowiecki pociąg pancerny zdobyty przez żołnierzy 14 DP

Pociągi pancerne były najważniejszą częścią składową polskiej broni pancernej. Odegrały istotną rolę w wojnie polsko-sowieckiej. Dzięki stosunkowo silnemu uzbrojeniu i dużej ruchliwości, odgrywały rolę ruchomych odwodów. Używane też były do realizowania wypadów w głąb obrony przeciwnika, patrolowania obszarów nieobsadzonych przez własne wojska, podwożenia posiłków czy współdziałania z oddziałami kawalerii. W okresie wojny na froncie działało około osiemdziesięciu polskich pociągów pancernych. Obok stosunkowo nowoczesnych i dobrze opancerzonych, występowały pociągi prowizoryczne, budowane głównie w warsztatach kolejowych Nowego Sącza, Lwowa, Krakowa, Wilna, Warszawy i Poznania. Używano także sprzętu zdobycznego: rosyjskiego, niemieckiego i austriackiego.
Do końca wojny nie wypracowano spójnej koncepcji użycia pociągów pancernych. Taktyka walki stosowana przez dowódców składów bojowych często oparta była na improwizacji i własnym doświadczeniu. Pociągi działały z reguły pojedynczo i rzadko dochodziło między nimi do współdziałania.
W fazie polskich działań ofensywnych prowadzonych na Ukrainie i Białorusi, działania pociągów pancernych były ograniczone z uwagi na inną szerokość torów kolejowych (wymiana wózków pod wagonami zajmowała dużo czasu). Pociągi odegrały natomiast znaczącą rolę podczas odwrotu wojsk polskich. Na kierunku białoruskim, przed rozpoczęciem ofensywy przez wojska Tuchaczewskiego, znajdowały się 22 polskie pociągi pancerne, z których około połowa została utracona. Dopiero podczas walk o przedmoście warszawskie z powodzeniem użyto do walki grupy pociągów pancernych, które skutecznie wspierały piechotę i jazdę.
Latem 1920 przekazano wojsku kolejne pociągi pancerne. Były to: „Śmierć”, „Zawisza Czarny”, „Bartosz Głowacki”, „Huragan", „Reduta Ordona”. Załogi pięciu pociągów liczyły ogółem 22 oficerów, 169 podoficerów, 447 szeregowców.
W ostatnim etapie wojny pociągi pancerne zostały pogrupowane w dywizjony. Według stanu na 11 września 1920, służbę frontową pełniły 22 pociągi pancerne skupione w 6 dywizjonach. W odwodzie Naczelnego Dowództwa WP znajdowały się dwa dywizjony pociągów pancernych, czyli składy: „Śmigły”, „Groźny”, „Danuta”, „Stefan Czarniecki”, „Gen. Sosnkowski” i „Reduta Ordona”. 2 Armia dysponowała dywizjonem pociągów pancernych w składzie: „Poznańczyk”, „Paderewski”, „Pierwszy Marszałek” i „Zawisza Czarny”. 3 Armia miała dywizjon o składzie: „Zagończyk”, „Mściciel”, „Śmierć”, „Kaniów” i „Huragan”. 4 Armia miała dywizjon pociągów pancernych, który tworzyły: „Śmiały”, „Hallerczyk”, „Wilno” i „Bartosz Głowacki”. 6 Armia dysponowała także dywizjonem w składzie: „Piłsudczyk”, „Lis-Kula”, „Gen. Iwaszkiewicz”.

## Pociągi pancerne na froncie

### Kampania roku 1919
Pierwsza walka polskiego pociągu pancernego na froncie przeciwbolszewickim miała miejsce 9 kwietnia 1919. W tym dniu polski „Kaniów” wyjechał z Brześcia na rozpoznanie w kierunku Horodyszcza. Przed Horodyszczem napotkał sowiecką pancerkę również prowadzącą rozpoznanie. Artyleria obu pociągów otworzyła ogień. Polacy strzelali celniej i przeciwnik wycofał się. Po tym starciu „Kaniów” bez strat wrócił do Brześcia.
12 kwietnia na front litewsko-białoruski przybył „Śmiały”. Już 15 kwietnia wspierał ogniem 7 pułk ułanów w walkach pod Bałabanowiczami, a w czasie decydującego natarcia oddziałów grupy płk. Aleksandra Boruszczaka na Baranowicze pełnił również funkcję pociągu sanitarnego i ruchomego węzła łączności. 19 kwietnia w rejon bitwy pod Baranowicze przybył „Piłsudczyk”, a „Śmiały” odjechał na kierunek słonimski.
Możliwości manewrowe polskich pancerek ograniczała inna szerokość torów. W czasie kiedy saperzy „przekuwali” tory, skład bojowy stał w Bogdanowicach i prowadził szkolenie przydzielonych rekrutów. W tym czasie obsługi wymontowały ciężkie karabiny maszynowe i wspierały ogniem walkę pododdziałów piechoty. Pod koniec czerwca zapadła decyzja opanowania ważnego węzła kolejowego, jakim w owym czasie było Mołodeczno. Wzdłuż linii kolejowej Lida-Mołodeczno na miasto nacierała grupa ppłk. Juliusza Zulaufa, a wspierał ją pociąg pancerny „Śmiały”. Do walk o Mołodeczno skierowany został także „Śmiały-szeroki”. Zmierzając z Wilna na pole walki, pod stacją Zalesie wjechał na minę i stracił trzech członków załogi.
W ostatniej dekadzie lipca „Śmiały” działał na korzyść grupy gen. Stefana Mokrzeckiego. Jego pluton szturmowy wspierał ułanów w walkach pod Małą Łysicą. 28 lipca pod Łysicą Wielką pociąg stoczył pojedynek z sowiecką artylerią. 1 sierpnia „Śmiały” został zluzowany przez „Piłsudczyka” i odjechał do Nowego Sącza do remontu. Na front nad Berezynę wrócił 4 listopada.
We wrześniu „Śmiały szeroki” i „Śmigły” uczestniczyły w walkach o Dyneburg. „Śmiały szeroki” patrolował linie kolejowe na tyłach walczących wojsk, natomiast „Śmigły” wspierał ogniem natarcie oddziałów 1 Dywizji Piechoty Legionów na fort Grzywa. Stoczył też udany pojedynek ogniowy z sowieckim pociągiem pancernym. W październiku i listopadzie „Śmiały szeroki” zwalczał nieprzyjacielskie oddziały wypadowe i wspierał 8 Dywizję Piechoty w walkach pod Połockiem. W trakcie wymiany ognia został uszkodzony i musiał przejść remont w Wilnie.
Latem 1919 wojska polskie zetknęły się z nadciągającymi od wschodu formacjami Armii Czerwonej na Wołyniu. Pociąg „Generał Dowbór”, stacjonując w Szepetówce, przez dwa miesiące patrolował linię Zwiahel–Miropol. Następnie, aż do ofensywy na Kijów, stacjonował w Miropolu.

### Walki pociągów w 1920
Zima 1919/1920 i wczesna wiosna były okresem przygotowań do nowej kampanii. Obie walczące strony przeprowadzały wypady próbując uzyskać lepsze pozycje wyjściowe przed spodziewanym wznowieniem walk. W dniach 16-18 marca dwa polskie pociągi wzięły udział w wypadzie 19. i 38 pułku piechoty na Wołkowińce, a 10-14 kwietnia dwa pociągi pancerne wspierały wypad sześciu kompanii 39. i 40 pułków piechoty oraz dywizjonu 4 pułku strzelców konnych na Wołkowińce-Galniżnice. Przed wypadem zmieniono rozstaw kół pociągów, tak aby mogły one działać na szerokim torze. W walce bardzo dobrze spisał się, wyposażony w silnie opancerzony wagon z haubicą, pociąg pancerny „Pionier".
W lutym 1920 polskie pancerki wspierały oddziały 5 Dywizji Piechoty broniące przyczółka pod Deraźnią nad Wołkiem. W trudnej dla pododdziałów dywizji sytuacji taktycznej polskie pociągi najpierw w pojedynku artyleryjskim zmusiły pociągi nieprzyjaciela do odwrotu, a następnie wsparły ogniem kontratak własnej piechoty. W walkach pod Skryhałowem nad Ptyczą „Piłsudczyk” wspierał oddziały 9 Dywizji Piechoty w walce o most kolejowy. Oddziały 22 pułku piechoty zbudowały na wschodnim brzegu rzeki redutę broniącą dostępu do mostu. Nieprzyjaciel parokrotnie próbował tę redutę i most wysadzić w powietrze.
Komunikat operacyjny Frontu Litewsko-Białoruskiego informował:

Odcinek 9 dyw. podnieść należy męstwo i hart żołn. 22 pp. i obsady pociągu pancernego „Piłsudczyk”, którzy w ostatnich walkach, nie bacząc na przeważające siły przeciwnika, nie tylko oparli się jego atakom, ale posunąwszy się na wsch., zajęli dogodniejsze pozycje, biorąc w tym okresie 11 karabinów maszynowych, jeńców i wiele materiału wojennego

Na 4 marca zaplanowano uderzenie Grupy Poleskiej gen. Władysława Sikorskiego na Mozyrz i Kalinkowicze – ważne węzły komunikacyjne na Polesiu.
Udział w operacji miały wziąć też „Piłsudczyk” i „Kaniów”. Pociągi wspierać miały działania XVII Brygady Piechoty operującej wzdłuż toru linii Ptycz-Kalinkowicze. Niestety, po dotarciu do stacji Biesiadki, pociągi napotkały tor szeroki, musiały się zatrzymać i w dalszych walkach udziału nie wzięły. Piechotę wsparł natomiast „Paderewski” – pociąg przystosowany do jazdy po szerokim torze. Operacja zakończyła się sukcesem, ale Sowieci podjęli próbę odzyskania ważnych dla nich węzłów kolejowych. Pod Nachowem, gdzie oddziały polskie zbudowały redutę obronną, a jej wsparcie ogniowe zapewniały między innymi pociągi pancerne „Piłsudczyk" i „Kaniów”, po zaciętym boju Sowietów odrzucono. W trakcie walk, w wyniku słabej jakości amunicji, na „Piłsudczyku” rozdęły się lufy dwóch dział, a na „Kaniowie” jednego.
Ofensywa na Ukrainie
Przygotowując wiosenną ofensywę na Ukrainie Naczelne Dowództwo dokonało podziału czynnych 20 pociągów pancernych między poszczególne armie. Dysponowały one znaczną siłą ognia, odpowiadającą pod względem liczby armat i ciężkich karabinów maszynowych wyposażeniu dwóch ówczesnych frontowych dywizji piechoty.
| Armia      | Pociągi pancerne                                              | Załogi i uzbrojenie pociągów | Załogi i uzbrojenie pociągów | Załogi i uzbrojenie pociągów | Załogi i uzbrojenie pociągów |
| Armia      | Pociągi pancerne                                              | oficerowie                   | szeregowi                    | armaty                       | ckm-y                        |
| ---------- | ------------------------------------------------------------- | ---------------------------- | ---------------------------- | ---------------------------- | ---------------------------- |
| 1 Armia    | „Lis Kula”; „Boruta”                                          | 10                           | 144                          | 6                            | 24                           |
| 2 Armia    | „Zagończyk”; „Groźny”; „Dowbór”; „Listowski”                  | 15                           | 412                          | 14                           | 67                           |
| 4 Armia    | „Piłsudczyk”; „Śmiały”; „Paderewski”; „Kaniów”; „Konarzewski” | 26                           | 603                          | 24                           | 63                           |
| 6 Armia    | „Hallerczyk”; „Pionier”; „Iwaszkiewicz”                       | 12                           | 347                          | 12                           | 31                           |
| 7 Armia    | „Śmigły”; „Mściciel”                                          | 8                            | 174                          | 7                            | 26                           |
| Rezerwa ND | „Wilk”; „Danuta”; „Rzepicha”; „Odsiecz”                       | 12                           | 534                          | 17                           | 54                           |
| Razem      | 20 pociągów pancernych                                        | 83                           | 2214                         | 80                           | 265                          |

Głównym zadaniem pociągów pancernych miała być obrona mostów, węzłów komunikacyjnych, prowadzenie patroli i wsparcie ogniowe własnych oddziałów. Miały stanowić ruchomy odwód zdolny do szybkiej interwencji na zagrożonym odcinku frontu. W przededniu ofensywy zmieniono rozstawy kół kilku pociągów pancernych tak, aby po wjechaniu w obszar zajmowany przez nieprzyjaciela mogły działać bez oczekiwania na pomoc kompanii kolejowych.
Ofensywa na Ukrainie przebiegała w błyskawicznym tempie. Polskie pociągi pancerne działały na liniach Żmerynka-Kijów, Korosteń-Żytomierz, Korosteń-Winnica, Mohylów-Kijów. Między Olewskiem a Korosteniem załoga „Groźnego” zaminowała tor kolejowy. W zasadzkę wjechał sowiecki pociąg pancerny „Komunar”. Unieruchomiony, wpadł w ręce Polaków. Pod stacją Malin doszło do wymiany ognia między „Groźnym” a innym pociągiem pancernym nieprzyjaciela. W wyniku walki ogniowej, sowiecki pociąg wycofał się na wschód. 7 maja koło stacji Wapniarka potyczkę z oddziałem sowieckiej kawalerii stoczyły „Generał Iwaszkiewicz” i „Pionier”.
Działania na froncie białoruskim

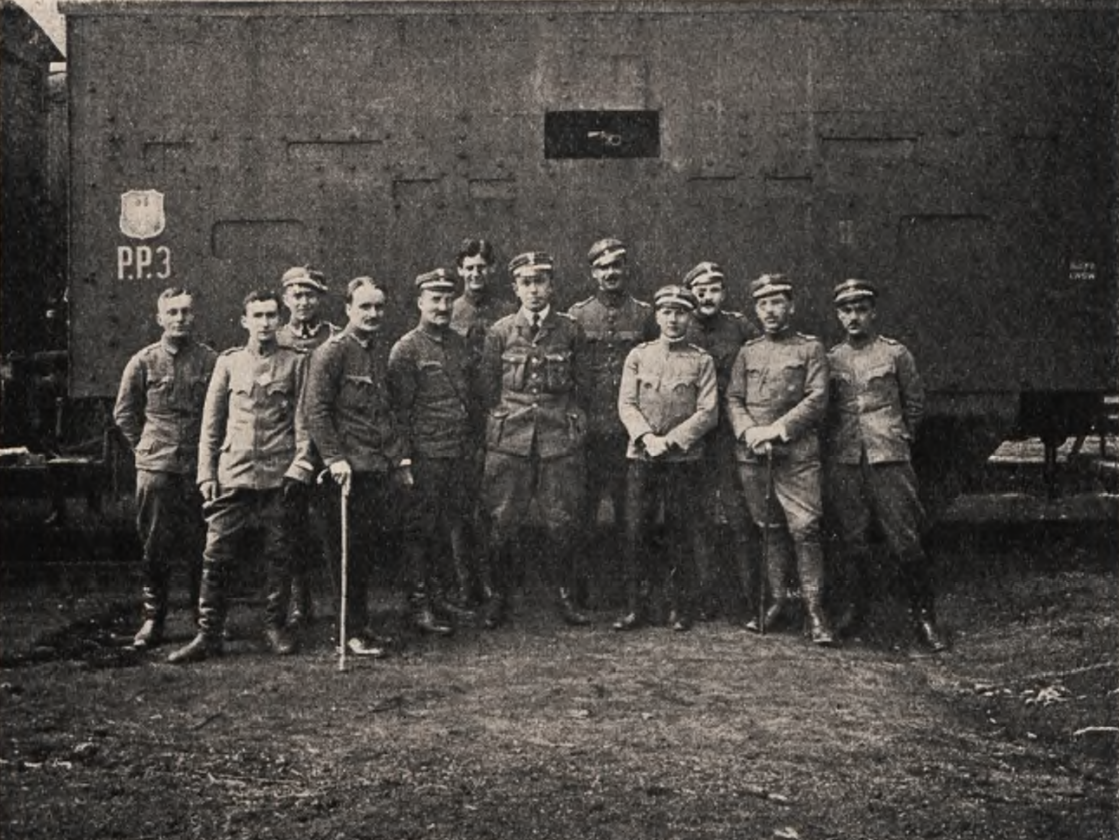
Oficerowie pociągu pancernego Pepetrójka

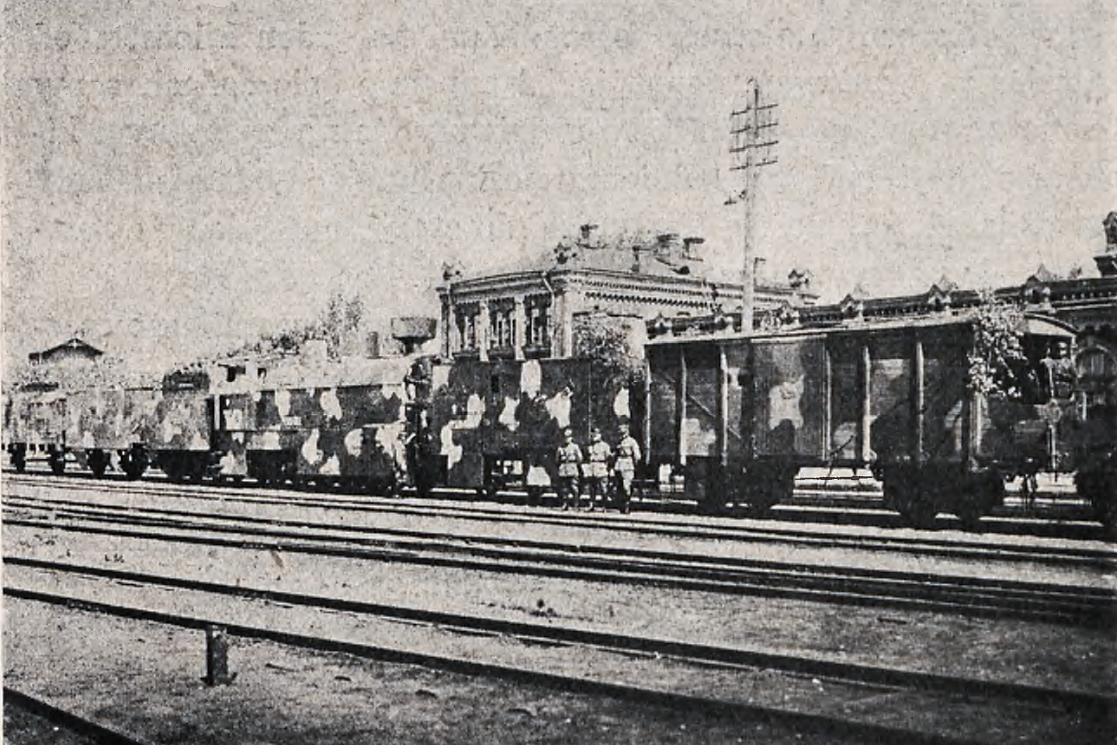
Pociąg pancerny „Ppłk Lis-Kula”

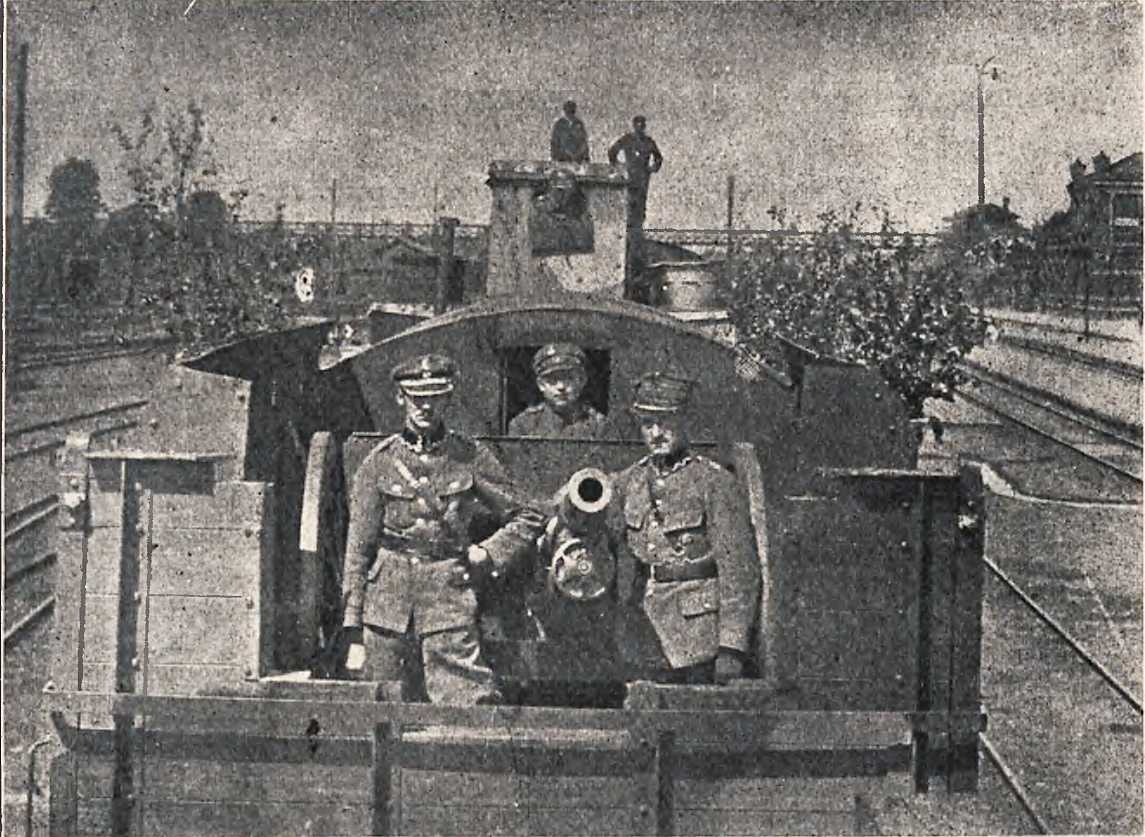
D-ca pociągu pancernego „Ppłk Lis-Kula“ kpt. Felicjan Madeyski i d-ca art. pociągu por. Zdzisław Stypal pod Mińskiem w czerwcu 1920

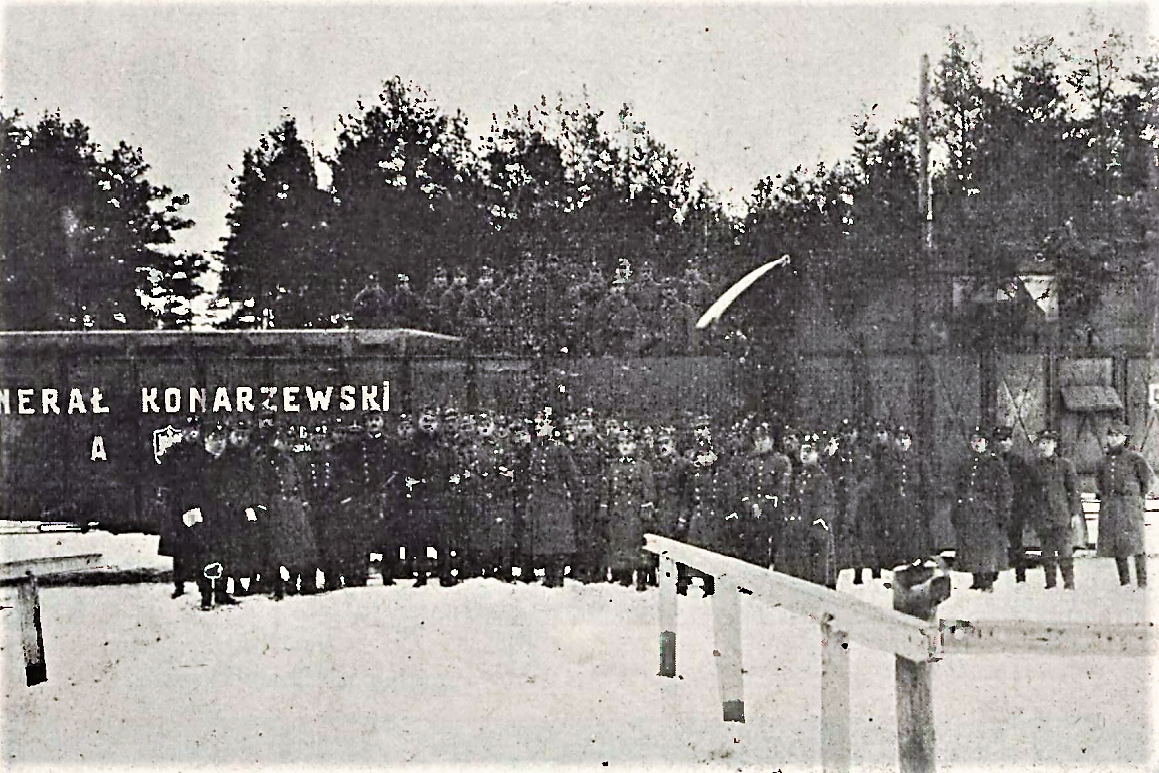
Pociąg pancerny "Gen. Konarzewski"

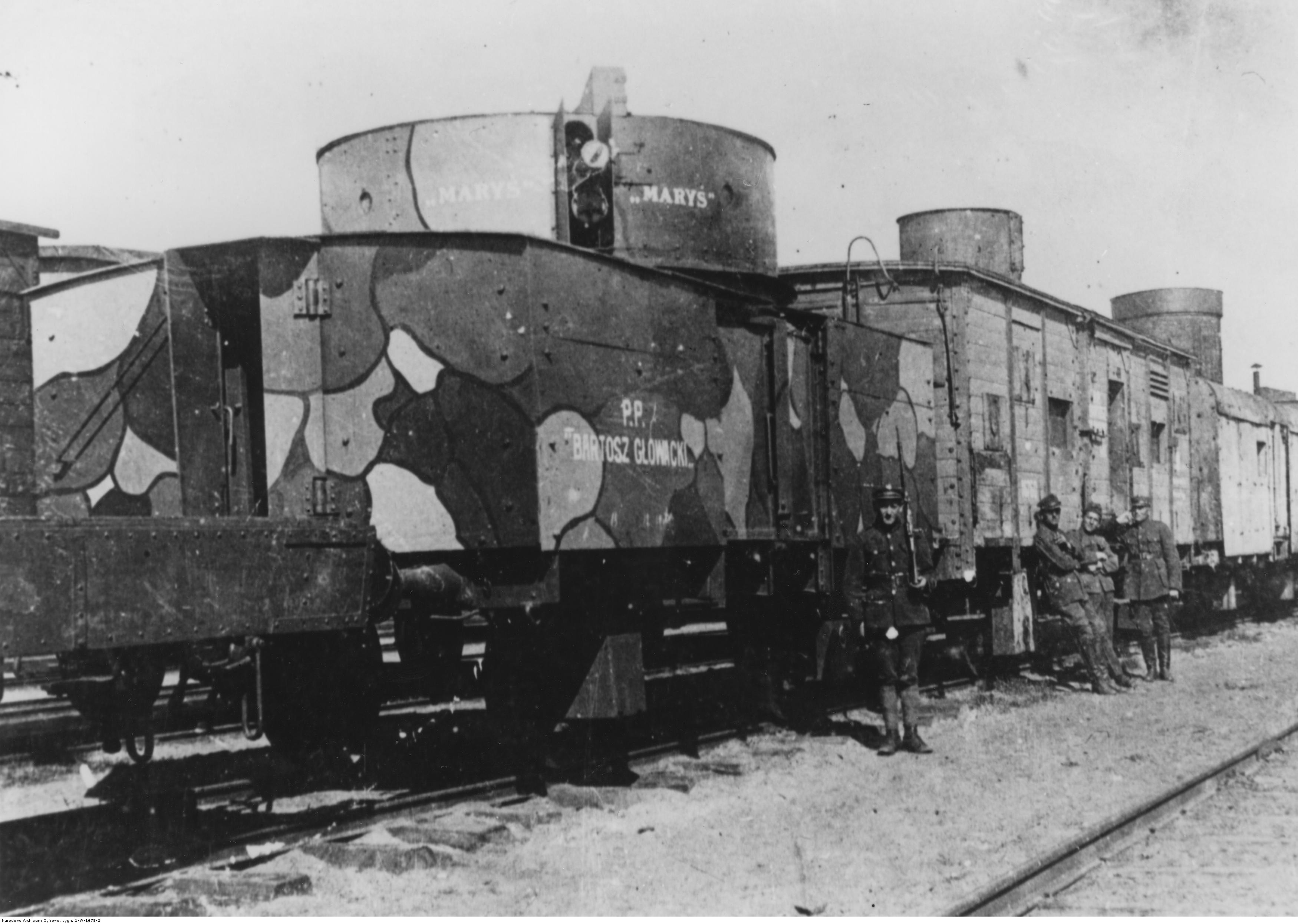
Pociąg pancerny „Bartosz Głowacki”

14 maja, na północnym odcinku frontu, wojska Frontu Zachodniego Michaiła Tuchaczewskiego rozpoczęły ofensywę, a w jej wyniku polskie 1. i 4 Armia utraciły część zdobytego w 1919 terytorium. Po dwóch tygodniach zaciętych walk ofensywa bolszewicka została zatrzymana, a następnie, przy wydatnej pomocy Armii Rezerwowej gen. Kazimierza Sosnkowskiego, odrzucona niemal na pozycje wyjściowe. W pasie działania 4 Armii gen. Stanisława Szeptyckiego przyczółków nad Berezyną broniły „Generał Konarzewski” i „Śmigły”. Pod Horwalem i Rzeczycą walczył „Generał Sikorski”. Ten ostatni wspierał piechotę broniącą linii rzeki Beginki, a następnie wziął udział w polskim przeciwnatarciu. W walce pociąg został uszkodzony ogniem sowieckiej artylerii – zginął jego dowódca ppor. Rydz.
W obszarze odpowiedzialności 1 Armii gen. Gustawa Zygadłowicza walczyły „Pułkownik Lis-Kula” i „Boruta”. Pociągi działały na linii kolejowej Połock–Mołodeczno. Pod Zahaciem, Ziabkami, w przesmyku między jeziorami Dołgoje i Świda toczyły pojedynki z artylerią przeciwnika, przeprowadzały wypady opóźniające natarcie nieprzyjaciela, osłaniały odwrót oddziałów 8. i 3 Dywizji Piechoty. 17 maja oba pociągi zostały przekazane do dyspozycji dowódcy 17 Dywizji Piechoty gen. Adolfa Kuczewskiego i broniły stacji Królewszczyzna. 20 maja obronę 68 pułku piechoty wsparł „Lis-Kula”. W czasie wymiany ognia uszkodzona została lokomotywa. W walce wsparł go pociąg pancerny „Boruta”. Po doczepieniu rezerwowego parowozu, „Pułkownik Lis-Kula” odjechał do Wilna celem przeprowadzenia remontu.
Walki odwrotowe na Ukrainie
Kiedy polska kontrofensywa na Białorusi zmusiła wojska Tuchaczewskiego do odwrotu, na Ukrainie 5 czerwca 1 Armia Konna Siemiona Budionnego przerwała front pod Samhorodkiem i wdarła się na tyły wojsk polskich. W tej sytuacji pociągów pancernych zamierzano użyć głównie do obrony węzłów kolejowych. Miały one także wzmocnić obronę i eskortować transporty z zaopatrzeniem przez obszary zagrożone napadami sowieckiej kawalerii. Nie istniała ciągła linia frontu, a na liniach kolejowych pojawiły się liczne i silnie uzbrojone pociągi pancerne Armii Czerwonej, często w zgrupowaniach po dwie, trzy jednostki bojowe. Kiedy transporty z głębi kraju nie mogły dotrzeć do rejonu walk, to pancerki przewoziły zaopatrzenie dla walczących oddziałów. W starciach z silnym przeciwnikiem ponosiły jednak dotkliwe straty. Walczący samotnie „Generał Dowbór” został odcięty od własnych wojsk i zniszczony, a część jego załogi po złożeniu broni wymordowana, część poszła do niewoli. Także walczący w rejonie Równego nowy pociąg „Generał Dąbrowski” 4 lipca został odcięty od operującego z nim pociągu pancernego „Wilki” i zniszczony. Załoga złożyła broń, ale Kozacy i tak zamordowali kilku żołnierzy obsługi. W połowie lipca omal nie doszło do utraty „Piłsudczyka” walczącego w ramach Grupy Poleskiej gen. Władysława Sikorskiego. Wysłany w kierunku na Sarny z zadaniem prowadzenia rozpoznania, został zaatakowany i okrążony przez silny oddział bolszewicki. Po kilkugodzinnej walce, przy pomocy improwizowanego pociągu pancernego „Grzmot”, udało się naprawić zerwany tor kolejowy i wyjść z okrążenia.
W ramach 2 Armii gen. Kazimierza Raszewskiego pod Równem walczyły: „Strzelec Kresowy”, „Groźny” i „Podhalanin”. Pociągi pancerne „Generał Iwaszkiewicz” i „Pionier” wspierały oddziały 12 Dywizji Piechoty płk. Mariana Januszajtisa-Żegoty pod Wapniarką. Operując na linii kolejowej Żmerynka-Odessa, stoczyły walkę z czterema pociągami nieprzyjaciela. Jeden z nich – „Lenin” – wyposażony był w działo okrętowe kalibru 180 mm. W wyniku walki ogniowej został uszkodzony „Pionier” i polskie pociągi musiały wycofać się. „Piłsudczyk” wspierał oddziały XXIV Brygady Piechoty płk. Mariana Kukiela w dwutygodniowych ciężkich walkach pod Wołoczyskami. 15 lipca uszkodził celnym strzałem sowiecki pociąg „Krasnoarmiejec”, a 18 lipca odrzucono natarcie przeciwnika wsparte czterema pociągami pancernymi. 21 lipca Sowieci powtórnie atakowali, ale ogień trzech polskich baterii i „Piłsudczyka” załamał ich natarcie.
Działania 18 Dywizji Piechoty gen. Franciszka Krajowskiego, która przez dwa tygodnie samotnie toczyła walki z oddziałami 1 Armii Konnej, wspierał pociąg „Bolesław Chrobry”. Od 23 lipca dołączyły do niego „Pionier”, a 26 lipca „Generał Iwaszkiewicz”. 24 lipca, po przegranej bitwie pod Iwaszczukami, XXXV Brygada Piechoty rozpoczęła odwrót, który w okolicach Sitna zamienił się w paniczną ucieczkę. Jedynie pociągowi pancernemu „Pionier” Brygada zawdzięcza ocalenie. 3 sierpnia, podczas bitwy pod Brodami i Beresteczkiem, na tyły 18 DP próbował wjechać sowiecki pociąg pancerny. „Generał Iwaszkiewicz” stoczył z nim pojedynek ogniowy i zmusił do odwrotu.
Walki odwrotowe na Litwie i Białorusi
4 lipca 1920 ruszyła druga ofensywa wojsk Frontu Zachodniego Michaiła Tuchaczewskiego. Front cofał się szybciej niż na Ukrainie, a pociągi pancerne „Lis-Kula”, „Boruta” i „Mściciel” osłaniały odwrót własnych oddziałów, zabezpieczały ewakuację materiałów i taboru ze stacji kolejowych, toczyły pojedynki z artylerią i pociągami pancernymi nieprzyjaciela. W czasie walk zniszczony został „Boruta”, a pozostałe pociągi odniosły uszkodzenia. Podoficer 1 pułku szwoleżerów Tadeusz Szmurło tak opisuje walkę polskiego pociągu pancernego:

Nasz pociąg pancerny wycofuje się zza rzeki powoli, stale odpowiadając gęsto na szybki teraz ogień nieprzyjacielskiej artylerii. Ściemniło się już. Wzdłuż mieniących się drobnymi złotawymi łuskami fal Niemna fruwają przestraszone, zdezorientowane nietoperze. Ze wszystkich stron pękają teraz pociski. To walą w rzekę, wyrzucając w górę ozłocone pożarem fontanny wody, to we wzgórze, na którym jesteśmy okopani lub gwiżdżąc diabelsko lecą górą, aby wybuchnąć za nami pod lasem. Pancerka sunie powoli ku nam; przejeżdżając przez most zaprzestaje ognia, a dojechawszy nieco dalej - znowu wali. […] Pancerka także skierowała ogień na bród; wali z dział i karabinów maszynowych, siejąc kule może na metr nad okopami. Niepodobna wysunąć głowy - własne pociski urwałyby ją. Suchy piasek, zganiany pędem lecących nisko szrapneli i granatów, pędzi i kurzy w okop.

Bitwa nad Wisłą
W ramach przygotowań do bitwy nad Wisłą szef Kolejnictwa Polowego swoim rozkazem z 8 sierpnia 1920 dokonał nowego podziału pociągów pancernych pomiędzy armie. Działająca na kierunku warszawskim 1 Armia gen. Franciszka Latinika otrzymała „Lisa Kulę”, „Hallerczyka”, „Danutę” i „Mściciela”; 3 Armii gen. Zygmunta Zielińskiego przydzielono „Zagończyka”, 4 Armii gen. Leonarda Skierskiego „Poznańczyka”, 5 Armii „Wilka”. Walczący w Galicji Front Południowy (6 Armia i oddziały URL) został wzmocniony „Piłsudczykiem”, „Pionierem”, „Iwaszkiewiczem”, „Batorym” i „Chrobrym”. Ponadto na froncie działały dwa pociągi pancerne armii ukraińskiej; były to „Karmełuk” i „Zaporożec”.
W kolejnych dniach do walki wchodziły nowe bądź wyremontowane pociągi pancerne. Do osłony dolnej Wisły 5 Armia gen. Władysława Sikorskiego dysponowała „Wilkiem”, „Kaniowem” i improwizowanym „Wilczkiem”, a na pozostałym obszarze odpowiedzialności „Hallerczykiem” i „Lisem-Kulą”. 1 Armia miała w swoim składzie „Paderewskiego”, „Danutę” i „Mściciela”; 3 Armia „Zagończyka” i „Poznańczyka”. Wykonująca główne uderzenie znad Wieprza 4 Armia dysponowała „Śmigłym”, „Groźnym", „Podhalaninem" i „Pierwszym Marszałkiem”. Na Froncie Południowym działały trzy pociągi ukraińskie, oraz „Batory", „Iwaszkiewicz”, „Pionier” i „Chrobry”. Łącznie do walnej rozprawy z Armią Czerwoną wystawiono 18 pociągów pancernych, w tym jeden improwizowany i trzy pociągi ukraińskie.
W trakcie bitwy nad Wisłą dowództwo polskie po raz pierwszy wprowadziło do walki silną grupę pociągów pancernych. 17 sierpnia, podporządkowana 15 Dywizji Piechoty grupa pancerna mjr. Seweryna Nowickiego, złożona z „Hallerczyka”, „Danuty” i „Paderewskiego”, razem z czołgami i piechotą dokonała wypadu na Mińsk Mazowiecki. Po przełamaniu obrony opanowano miasto, do którego niemal jednocześnie od południa dotarły oddziały prowadzące ofensywę znad Wieprza. Następnie grupa pancerna została wzmocniona przez „Lisa-Kulę”, „Wilka” i dwa improwizowane tzw. pociągi „czołgowe”.
20 sierpnia grupa pancerna rozpoczęła działania na linii kolejowej Mława-Ciechanów, z zadaniem odcięcia dróg odwrotu sowieckim oddziałom cofającym się znad dolnej Wisły i Wkry. Działania te w początkowej fazie nosiły cechy improwizacji i nie przyniosły oczekiwanych rezultatów. Nie dysponowano dostateczną liczbą kompanii kolejowych do naprawy zniszczonych torów i nie doszło do planowanego współdziałania z 18 Dywizją Piechoty gen. Franciszka Krajowskiego. Dopiero 22 sierpnia linię kolejową podzielono na pięć odcinków, z których każdy był dozorowany przez jeden pociąg pancerny. Tego dnia rano „Danuta" została zaatakowana przez oddziały sowieckiej 53 Dywizji Strzelców i uszkodzona ogniem artylerii. Poległ mjr Nowicki, a pociąg wycofał się w kierunku Mławy. Równocześnie III Korpus Kawalerii Gaja Gaja przełamał obronę polskiego 49 pułku piechoty w rejonie Woli Szydłowieckiej i uszedł na wschód. Spieszące z pomocą „Wilk” i „Halerczyk” natrafiły na uszkodzony odcinek torów i nie zdążyły na pole bitwy.
Ostateczna ofensywa wojsk polskich
Po zakończeniu bitwy nad Wisłą rozpoczęto przerzucanie części oddziałów na południe, w rejon działań 1 Armii Konnej. W dniach 28-31 sierpnia kawaleria Budionnego obległa Zamość. Polsko-ukraińską załogę Zamościa skutecznie wspierały pociągi pancerne „Zagończyk”, „Mściciel” i „Śmierć”. W walkach dwie pancerki zostały uszkodzone, a ich załogi poniosły straty. 31 sierpnia w obronie st. kol. Zawada poległ dowódca „Zagończyka”, por. Stanisław Mejer.
W ramach przygotowań do bitwy nad Niemnem, pociągi pancerne otrzymały nowe przydziały. 2 Armia, która miała wykonać główne uderzenie w pierwszej fazie operacji niemeńskiej, otrzymała trzy pociągi pancerne, 4 Armia cztery pociągi, 3 Armia i 6 Armia po pięć pociągów pancernych. Sześć pociągów zostało zaliczonych do rezerwy Naczelnego Dowództwa. Łącznie do walki gotowe były 23 pociągi polskie i trzy ukraińskie. W ostatnim miesiącu wojny, po ciężkich początkowo walkach nad Niemnem, wojska polskie przeszły do pościgu za uchodzącym przeciwnikiem. Pancerki walczyły między innymi pod Horodłem („Halerczyk”), brały udział w wypadzie na Świsłocz i w walkach grupy operacyjnej gen. Władysława Junga o Wołkowysk („Wilk”, „Bartosz Głowacki”). W tej fazie wojny żaden z polskich pociągów pancernych nie został zniszczony, a jedynie kilka zostało uszkodzonych.

## Skład i uzbrojenie pociągów

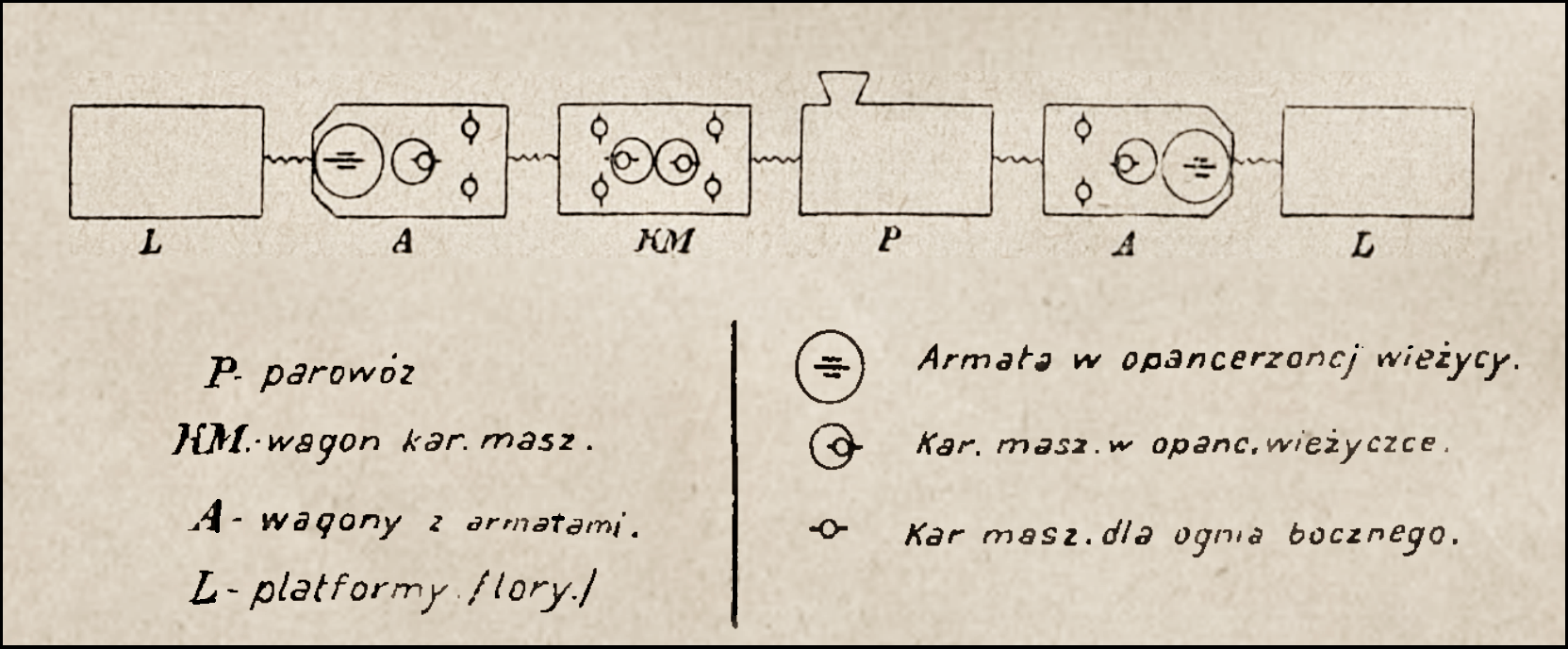
Skład części bojowej pociągu pancernego

Typowy polski pociąg pancerny uzbrojony był w kilka dział polowych i sześć do dwunastu ciężkich karabinów maszynowych. W jego skład wchodziła opancerzona lokomotywa, dwa do trzech wagonów artyleryjskich, jeden-dwa wagony z bronią maszynową, wagon dla oddziału piechoty, dwie-cztery platformy ze sprzętem do naprawy trakcji kolejowej. Skład bojowy liczył zatem około dziesięciu wagonów, a załogę stanowiło od czterdziestu do dziewięćdziesięciu żołnierzy. Każdy skład bojowy miał na tyłach własny skład gospodarczy z wagonami mieszkalnymi, amunicyjnymi, gospodarczymi i warsztatami. Załoga składu gospodarczego liczyła około czterdziestu do pięćdziesięciu żołnierzy. Za pociągiem bojowym najczęściej posuwał się pociąg gospodarczy z zaopatrzeniem oraz pododdziałem odwodowym.
Opancerzenie wagonu, zaopatrzonego w strzelnice prostokątne w ścianach, stanowiła warstwa betonu o grubości 15 cm. Dach i podłoga nie były opancerzone. Strzelnice karabinów maszynowych zamykane były zasuwami żelaznymi o grubości 12 mm. Strzelnice dla ręcznej broni strzeleckiej miały tarcze na zawiasach, otwierające się w dół. Uzbrojenie pociągu stanowiły działa o donośności około 5 km i ciężkie karabiny maszynowe. Działa rozmieszczano zazwyczaj w sposób następujący: przednie i tylne z ostrzałem czołowym około 120° i dwa działa boczne z podobnym ostrzałem. Karabiny maszynowe znajdowały się w dwóch wagonach, po cztery na wagon. Ich strzelnice zapewniały kąt ostrzału około 90°. Wagon sanitarny, opancerzony również betonem, miał dwa przedziały, z których jeden mógł pomieścić 4 rannych, drugi, z oszklonym otworem w dachu, stanowił salę opatrunkową. Dwie lory załadowane były materiałem do naprawy nawierzchni i torów kolejowych. Połączenia międzywagonowe chronione były przez specjalnie umocowane na stałe tarcze żelazne o grubości 12 mm. Kolejność wagonów bojowych była zazwyczaj następująca: lora, wagon z działem czołowym, wagon karabinów maszynowych, wagon z działami bocznymi, parowóz, wóz sanitarny, drugi wóz z karabinami maszynowymi i lora. Załoga wchodziła w skład pododdziałów: artylerii, karabinów maszynowych, szturmowego, technicznego i gospodarczego.
Pod koniec wojny uzbrojenie pociągów było podobnie zróżnicowane jak podczas kampanii roku 1919. W tabeli zestawiono wyposażenie dziesięciu pociągów pancernych z pierwszej dekady października 1920.
| Pociąg pancerny     | Wyposażenie                                           | Wyposażenie                                                               |
| Pociąg pancerny     | ciężkie karabiny maszynowe                            | armaty i haubice                                                          |
| ------------------- | ----------------------------------------------------- | ------------------------------------------------------------------------- |
| „Piłsudczyk”        | 4 ckm Maxim rosyjskie 8 ckm Schwarzlose austr.        | 3 armaty austriackie 80 mm 1 haubica rosyjska 100 mm                      |
| „Lis Kula”          | 5 ckm Maxim rosyjskie 7 ckm Schwarzlose austr.        | 2 armaty polowe ros. 3 cal. 1 armata austr.. 80 mm 2 działka 37 mm austr. |
| „Gen. Iwaszkiewicz” | 10 ckm Maxim ros. 1 ckm Schwarzlose austr.            | 1 armata ros. 3 calowa 2 armaty austr. 8 cm                               |
| „Pionier”           | 5 ckm Schwarzlose austr. 1 ckm Maxim ros.             | 1 haubica ros. 100 mm 2 armaty austr. 8 cm                                |
| „Bolesław Chrobry”  | 8 ckm Maxim 2 km Lewisa i 2 km inne                   | 2 armaty austr. 8 cm                                                      |
| „Stefan Batory”     | 6 ckm Maxim ros. 3 ckm Schwarzlose austr. 3 km Lewisa | 2 armaty austr. 8 cm                                                      |
| „Zawisza Czarny”    | 4 ckm Maxim ros. 4 km Bergman niem.                   | 2 armaty austr. 8 cm                                                      |
| „Reduta Ordona”     | 5 ckm Maxim ros. 4 km Bergman niem.                   | 2 armaty austr. 8 cm                                                      |
| „Ochotnik”          | 11 km ros., 6 km niem. 1 km austriacki                | 2 armaty austr. 8 cm                                                      |
| „Bartosz Głowacki”  | 6 km. ros., 2 km niem. 2 km austr.                    | 1 armata polowa ros. 3 cal.                                               |
| „Mściciel”          | 10 km ros., 5 km austr.                               | 2 armaty polowe ros. 3 cal. 1 armata niemiecka                            |

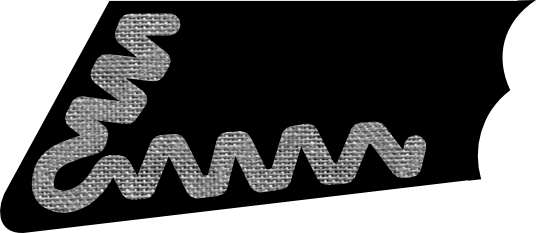
„Łapka” pociągów pancernych

Po zakończeniu działań wojennych w Wojsku Polskim znajdowało się 26 pociągów pancernych, których obsługę stanowiło 83 oficerów oraz 2136 podoficerów i szeregowców. W grudniu 1920 służbę operacyjną pełniło 17 pociągów, reszta znajdowała się w warsztatach remontowych. Po demobilizacji zamierzano pozostawić w pokojowej organizacji tylko 12 pociągów pancernych jednolicie uzbrojonych, wyposażonych i obsadzonych kadrowo. Ogólnie w walkach na froncie poległo lub odniosło rany ponad 1800 żołnierzy z załóg pociągów pancernych.
Żołnierze pociągów pancernych na mundurach nosili „łapkę” czarną bez wypustki.